# Sony Alpha 7R
Die Sony α7R (intern ILCE-7R = Interchangeable Lens Camera with E-mount 7) ist eine spiegellose Systemkamera (DSLM) mit Vollformat-Bildsensor, die seit dem 16. Oktober 2013 im Handel erhältlich ist. Im Sommer 2015 erschien das Nachfolgemodell, die α7R II. Im Frühjahr 2019 wurde das Modell eingestellt. Die Bezeichnung R (=resolution) bezieht sich auf die höhere Auflösung des Sensors, um den Preis einer niedrigeren Empfindlichkeit gegenüber dem Standardmodell.

## Technische Daten
Durch das spiegellose System ist das Kameragehäuse trotz des Kleinbildvollformatsensors und eines Wechselobjektivsystems relativ klein. Die Sony α7R hat eine effektive Bildauflösung von 36,4 Megapixeln und verwendet zur Verarbeitung der Bilddaten den Bildprozessor BIONZ X. Sie verzichtet auf einen optischen Tiefpassfilter. Die hohe Bildauflösung des Bildsensors stellt extrem hohe Anforderungen an die optische Güte der verwendeten Objektive.
Das Kameragehäuse besitzt einen E-Mount-Anschluss, und die meisten dazu passenden Objektive haben einen integrierten Motor für den Autofokus. Als Autofokus-System dient ein Kontrast-Autofokus mit 25 Messpunkten. Der eingebaute Monitor und der elektronische Sucher unterstützen Live-View mit Softwarelupe und Fokus-Peaking. Mit der integrierten Wi-Fi-Funktion lässt sich die Alpha 7 über ein Smartphone oder andere Mobilgeräte fernsteuern. Die Aufnahmen können direkt auf mobile Endgeräte und geeignete Fernseher übertragen werden.

## Rezeption
Bei ihrer Veröffentlichung wurde die Sony α7R vielfach für die aufgrund des hochauflösenden Vollformatsensors herausragende Bildqualität gelobt. Der IT-Journalist Martin Vieten attestierte ihr „exzellente Auflösung, superber Dynamikumfang und eine bestens abgestimmte Rauschunterdrückung“ und nannte die Alpha 7R „die Referenz in Sachen Bildqualität“, dpreview schrieb „the camera is capable of capturing excellent images“, auch weitere Medien wie Colorfoto („höchste Bildqualität“, „exorbitante Schärfe“) und Computerbild („überragende Bildqualität“) stimmten mit diesen Urteilen überein, im Sensortest von DXOmark erzielte die A7R mit einem Score von 95 das beste gemessene Ergebnis bis zu diesem Zeitpunkt, gleichauf mit der Nikon D800. Als weiterer positiver Punkt wurde vielfach die Kompaktheit und Leichtigkeit der Kamera im Vergleich zu digitalen Spiegelreflexkameras gelobt.
Deutlich moniert wurde jedoch die Geschwindigkeit der Kamera. Vieten schrieb „ihre Serienbildrate ist niedrig, der Autofokus etwas langsam“ dpreview fasste zusammen „the camera isn’t ready quickly enough to catch the moment“, und Computerbild zog den Schluss „Beim Tempo ist sie aber keine Alternative zur Spiegelreflex, dafür ist die Sony Alpha7R einfach nicht schnell genug.“. Weiter wurden das Fehlen eines internen Blitzgerätes und Vibrationen des Verschlusses kritisiert.
Am 15. Juli 2015 stellte die Firma Hasselblad ihr Modell „Lusso“ vor. Dabei handelt es sich um eine technisch mit der Sony α7R baugleiche, aber mit einem neuen, luxuriösen Design versehene Kamera.